# Різницеве рівняння
Різницеве рівняння — рівняння, що зв'язує значення деякої невідомої функції в будь-якій точці з її значенням в одній або декількох точках, віддалених від даної на певний інтервал. Застосовується для опису дискретних систем.

## Приклади
- Найвідоміший приклад — це рекурентне рівняння гамма-функції
{\displaystyle \Gamma (z+1)=z\cdot \Gamma (z).}

Слід пам'ятати, що Гамма-функція - не єдине рішення цього різницевого рівняння. Наприклад, функція {\displaystyle \sin {(2\pi z})\cdot \Gamma (z)} також задовольняє цьому рівнянню.

## Властивості
- Різницеве рівняння можна подати як диференціальне рівняння нескінченного порядку, в силу тотожності
{\displaystyle F(z+a)=\exp \left(a\,{\frac {d}{dz}}\right)F(z)=\sum _{n=0}^{\infty }{\frac {a^{n}\,F^{(n)}}{n!}}=F(z)+a\,F'(z)+{\frac {a^{2}\,F''(z)}{2}}\dots .}